# Вавилон
 Тази статия е за града.  За древната цивилизация вижте Вавилония.  
Вавилон (на вавилонски: babili; на иврит: בבל) е един от най-известните древни градове, столица на Старовавилонското и през VII и VI век пр.н.е. Нововавилонското царство, когато то е на върха на разцвета си. Разположен е по бреговете на Ефрат в Месопотамия, днес в Ирак (провинция Бабил). Най-ранното му споменаване като малък град е на глинени таблички с клинописно писмо от времето на Саргон Велики (2334 – 2279 г. пр. Хр.), цар на Акад. Днес руините на Вавилон се намират на около 85 км южно от днешен Багдад. Последните записи за обитаване на града датират от X век и тогава е споменат като малък град.
По време на възхода на първата вавилонска царска династия през XIX век пр. Хр. градът е независим град-държава. Аморейският цар Хамурапи основава Старовавилонското царство през XVII век пр. Хр. и превръща Вавилон в голям град. Южна Месопотамия става част от Вавилония и Вавилон измества Нипур като главен свещен град. При наследника на Хамурапи царството навлиза в упадък и следват дълги периоди под чуждо управление: на асирийци, касити и еламити. Асирийците го разрушават и построяват наново и Вавилон става столица на Нововавилонското царство, наследило Новоасирийското. Става известен с висящите градини на Семирамида, едно от седемте чудеса на античния свят. След залеза на Нововавилонското царство градът попада във владение последователно на Ахеменидите, Селевкидите, партите, Римската и Сасанидската империи. С идването на мюсюлманите градът запада и към X век губи значението си.
Съществуват оценки, че около 1770 – 1670 г. пр. Хр. и отново през 612 – 320 г. пр. Хр. Вавилон е бил най-големият град в света, като вероятно е първият град с население над 200 000 души Оценките на неговата площ варират от 890 до 900 хектара.
Знанията за Вавилон допреди около 200 години идват само от литературни и религиозни източници, но през последните два века информацията се попълва значително от археологически разкопки. Руините са открити отчасти в началото на XIX век от Клодиъс Рич, Остин Леърд и други пътешественици, но най-значителни разкопки провежда германската експедиция на Роберт Колдевей в началото на XX век. Границите му са определени според периметъра на външните градски стени, обхващащи площ от над 1000 хектара. Те съставляват голям тел (хълм) от кирпичени градежи и развалини. Основни източници на информация за града са клинописни текстове, намирани из Месопотамия, споменавания в Библията, описания на класически автори (по-специално Херодот) и разкази от втора ръка (например цитиращи Ктезий). Те съставляват непълна и понякога противоречива картина на древния град дори по време на разцвета му през VI век пр. Хр.  ЮНЕСКО вписва Вавилон в Списъка на световното наследство през 2019. Всяка година той се посещава от хиляди туристи, повечето от Ирак. Расте обемът на реконструкция, дейност, започнала още през 60-те години на XX век и засилена през 80-те години.

## Наименование
Името Вавилон произлиза от акадската дума Bab-ilim и означава Божия врата. Обаче тази форма е неправилно разбрана още от акадците или вавилонците и вероятно произхожда от една по-стара форма, която днес не се разбира и вероятно е била babbillum. В по-късно време през старогръцки акадското име Bab-ilim, става днешната дума Вавилон.
В еврейската Библия името се появява като Babel (на иврит: בָּבֶל Bavel; на иврит: בָּבֶל Bāḇel; на класически сирийски: ܒܒܠ Bāwēl; на арамейски: בבל Bāḇel; на арабски: بَابِل Bābil), интерпретирано в Битие като „объркване на езиците“, от глагола bilbél (на иврит: בלבל, „обърквам“). Популярно се смята, че съвременният английски глагол, на английски: to babble („бърборя, бръщолевя“) произлиза оттам, но всъщност няма директна връзка.
В литературата на пали и санскрит името се среща като Bāveru.
В някои случаи за кратък период след асирийското плячкосване на Вавилон древните извори използват името „Вавилон“ за други градове, например Борсипа, която е била в сферата му на влияние, или Ниневия.

## География
Древният град, издигнат по двата бряга на Ефрат, е бил защитен с високи крайбрежни подпорни стени, за да се предотвратят сезонните наводнения. Днес руините се намират в Хила, провинция Бабил, на около 85 км южно от Багдад, и представляват голям хълм от развалини на кирпичени сгради. Археологическата площадка съдържа и други хълмове на площ около 2 км2, по дължината на Ефрат и на източния му бряг. Първоначално реката е разполовявала града, но оттогава течението се е изместило, така че останките от сгради на някогашния западен бряг сега са под вода. Запазени са някои части от градските стени на запад от реката.
Разкопките обхващат минимална част от древния град (3% от площта зад вътрешните стени; 1.5% от площта зад външните; 0.1% на дълбочина от Среден и Стар Вавилон).
Сред известните наименувани останки са:
- Каср (Kasr) – наричан дворец или крепост – е мястото на древния зикурат Етеменанки и е център на разкопките.
- Амран Ибн Али (Amran Ibn Ali) – най-високият хълм (25 м) е на юг. Той е мястото на свещения храм Есагила на бог Мардук и боговете Еа и Набу.
- Хомера (Homera) – червеникав хълм от западната страна. Тук са намерени повечето останки от Елинистичната епоха.
- Бабил – с височина около 22 м, този хълм е разположен на север. Неговите градежни тухли са били обект на плячкосване от древни времена. Тук е бил дворецът на Навуходоносор II.

Археолозите са открили малко артефакти от периода преди Новововилонското царство. С вековете нивото на подпочвените води в района се е вдигнало значително и с днешните археологически методи не е възможно разкриването им. Освен това нововавилонците са провели мащабно презастрояване, което е заличило или направило недостъпни останки от предходни периоди. Вавилон е плячкосван множество пъти след като е въставал срещу чуждо господство, преди всичко от страна на хети и еламити през второто хилядолетие пр. Хр., след това на Новоасирийското царство и Ахеменидската империя през първото хилядолетие пр. Хр. Голяма част от западната градска половина сега е под реката, а други части са били превърнати в кариери за строителен материал.
Само експедицията на Колдевей намира артефакти от Старовавилонското царство. Сред тях са 967 глинени таблички, запазени в частни къщи, съдържащи шумерски документи.
Други древни селища наблизо са Киш, Борсипа, Дилбат и Кута. Марад и Сипар отстоят на коло 60 км в двете посоки по Ефрат.

## История
За първи път името Вавилон се споменава през 3000 пр.н.е.. Около 2200 пр.н.е. Вавилон бил известен като храмово място и е принадлежал през 21 век пр. Хр. към близкия град Ур. По време на Старовавилонското царство при царуването на цар Хамурапи (1792-1750 пр.н.е.) градът придобива водеща роля в Месопотамия и е познат преди всичко чрез сборника от закони Кодекс Хамурапи, един от първите подробни сборници.
През 1595 пр.н.е. Вавилон е превзет от хетите, като кратко време след това попада във владението на каситите (около 1570 до 1150 пр.н.е.). Каситите превръщат града-държава Вавилон в столица на Вавилония и се превръща в религиозен център на царството. Бог Мардук се издига до върховен бог в месопотамския пантеон.
През 1234 г. пр. Хр. Вавилон е подчинен от Асирия. През 1158 г. пр. Хр. е разграбен от еламитите. Значението на града нараства, когато Навуходоносор I (1124 – 03) го избира за столица, макар че създадената от него династия не е местна. Около 1000 г. пр. Хр. напливът от арамейски мигранти от северна Сирия към Вавилон създава значително напрежение, като чак до падането на Асирия към края на VII век пр. Хр. се водят непрекъснати борби за контрол на града между асирийците и арамейците, подкрепени от съюзните им халдейски племена. Коренните вавилонци претендират за привилегии, например изключване от принудителен труд, от определени данъци и от изпращане в затвор. Забогателите от търговия вавилонци са подложени на натиск от размирните имигранти. Това ги кара да предпочитат асирийското управление пред арамейското и халдейското.
От IX до към края на VII век пр. Хр. Вавилон е под асирийски сюзеренитет, като понякога асирийските царе управляват директно. Тясното обвързване с Асирия започва при царуването на Тиглатпаласар III (744 – 727 г. пр. Хр.), който преодолява натиска на халдейските племена към града. Асирийският цар Сенахериб (704 – 681 г. пр. Хр.) се убеждава, че безредиците не могат да се овладеят с мирни средства и през 689 г. пр. Хр. заповядва Вавилон да бъде разрушен. Неговият син Есархадон (680 – 669 г. пр. Хр.) прогонва нападащите племена и възвръща собствеността върху града на вавилонците, които започват да възстановяват града. В следата на VII век г. пр. Хр. избухва гражданска война между асирийския цар Ашурбанипал и неговия брат, който управлява Вавилония (Южна Месопотамия). Вавилон е обсаден от Ашурбанипал и подложен на глад, след което пада през 648 г. пр. Хр. След неговата смърт Вавилон става столица на Нововавилонското царство през 626 г. пр.н.е. при халдейския цар Набопаласар (605-561 пр.н.е.). При неговия син Навуходоносор II царството достига върха на развитието си и става имперска сила.
Навуходоносор укрепва и преустройва града, като работите се извършват от многочислени трудови отряди от различни краища и допринасят за разнообразието на населението. Неговият наследник Набонид (556 – 539 пр.н.е.) живее далеч от Вавилон, провеждайки военни кампании в Арабия в продължение на десет години. Негов регент във Вавилон е Валтасар. Когато градът е нападнат от персите при Кир II през 539 пр.н.е., той почти не оказва съпротива; легендата, че Кир отклонил река Ефрат, за да влезе в града, не е потвърдена.
При експанзията на Персийската империя от Ахеменидите през 539 г. пр.н.е. Вавилония е погълната, наред с Мидийското царство, Сирия, Палестина и Лидия. Вавилон е столица на най-богата сатрапия и според Херодот е най-разкошният град в света. По време на въстание срещу Ксеркс I (482) неговите фортификации и храмове са разрушени, а златната стауя на Мардук – претопена.
През 331 пр.н.е. Александър Македонски завладява града след битката при Гавгамела и е приет като освободител от персите. Александър потвърждава привилегиите му и заповядва възстановяване на храмовете. Осъзнавайки търговското значение на града, разрешава на неговия сатрап да сече монети и да започне изграждане на пристанище. През 323 Александър умира в двореца на Навуходоносор, неговият план бил Вавилон да стане столица на собствената му империя. Вавилон влиза в сферата на влияние на древногръцката култура и става център на развитието на елинистическата наука, особено астрономията. След подялбата на империята на Александър между диадохите, Вавилон преминава към династията на Селевкидите през 312 пр.н.е. Новите царе изграждат своя столица – Селевкия – и част от населението на Вавилон се премества там през 275 пр.н.е.
Вавилон остава под персийско управление девет века (като провинция Асирия), последователно в рамките на Партското царство и Сасанидската империя до около 650 г. Макар Вавилон да е покорен за кратко от император Траян през 116 г., за да бъде включен в римската провинция Месопотамия, император Адриан се отказва от завладяване на земите източно от Ефрат и реката отново става източна граница на Римската империя.
Вавилон съхранява културата и жителите си, които говорят варианти на арамейски и продължават да го наричат Вавилон. Следи от тяхната култура се намират в еврейската библия Танах, гностичната религия мандейство, източнохристиянските църкви и манихейството. Християнството навлиза в Месопотамия през I и II век и Вавилон е седалище на епископа на Църквата на Изтока до идването на мюсюлманите. Монети от времената на партите, персите и арабите доказват съществуването на непрекъснато обитаемо селище.
Ислямизацията на района е пагубна за града. Значението му намалява, арамейската и източнохристиянската църква се маргинализират. През X век Ибн Хаукал и през XIII век арабският учен, ал-Казуини го описват (Babil) като малко селище. Последният описва кладенец, известен като „тъмницата на Даниил“, обект на поклонение от християни и евреи по празниците. Мюсюлманите пък почитали гробницата на Амран ибн Али.
В средновековните арабски писмени извори Вавилон е споменат като кариера за тухли, използвани в строежи от Багдад до Басра.
Европейските пътешественици в мнозинството от случаите не могат да го открият, или го бъркат с Фалуджа. Вениамин Туделски, пътешественик от XII век, споменава Вавилон, но не е ясно дали е бил там. Други посочват Багдад като Вавилон или Нов Вавилон и описват редица структури в района като остатъци от Вавилонската кула.

## Описание
Според античния гръцки историк Херодот Вавилон бил един „огромен град“, „разкошно построен – според мен – като никой друг град на света“. Той би трябвало да е имал 86 км дълга стена със сто порти. Освен това, както се разправя, е имало три- и даже четириетажни постройки.
При разкопките на Колдевей се установило, че данните на Херодот били доста преувеличени, въпреки че 18-километровата стена все още изглежда внушителна. Вавилон бил построен от двете страни на р. Ефрат. Градът бил обкръжен от двойна стена, като на северната страна имало допълнително укрепление, където се намирала и лятната резиденция на царя.
Същинският град се намирал във вътрешността на третата двойна укрепителна стена. Най-важната измежду осемте порти, портата на Ищар, може да се наблюдава в Пергамски музей в Берлин. Улицата на процесиите водела през града, покрай царския дворец до храма на Мардук и до Вавилонската кула.

### В Библията и християнството
Според Библията Вавилон е бил основан от потомците на Ной, сред които главна роля играе Нимрод, около 120 години след потопа . Вследствие на богатството и на разкоша в града неговите жители живели неправедно и се покланяли на езически идоли с порочни обреди. Затова Бог ги наказва за престъпленията им, като пророчествата за бедствия, които ще сполетят Вавилон, изобилстват из цялата Библия .
От самото начало градът е бил символ на неверие в истинския Бог и на предизвикателство към Неговата воля, а неговата кула – паметник на отстъпничеството, цитадела на бунта срещу Него. Пророк Исаия представя Луцифер за невидимия цар на Вавилон .
Основателите на Вавилон имали за цел да установят едно управление, което да бъде напълно независимо от Бога. Поради тази причина Бог счел за подходящо да събори кулата и да разпръсне нейните строители . Периодът на временен успех бил последван от един период над хиляда години на упадък и подчинение на други народи.
По-късно книгата на пророк Даниил съобщава за царуването на вавилонския цар Навуходоносор II, който потискал Божия народ и отвел много евреи в плен. В негово време Нововавилонското царство се превръща в световна империя. Тя бива сравнена в пророчеството на пророка със „злато“ и по този начин по-високо оценена от следващите царства след Вавилон .
Към края на 1 век сл. Хр. християните вече наричат Римската империя с това загадъчно име Вавилон . По това време величественият някога град Вавилон лежал почти, ако не и напълно, в развалини, представлявал една ненаселена пустиня и по този начин – една нагледна илюстрация за неизбежната съдба на тайнствения Вавилон. Юдеите страдали от безмилостната ръка на Рим така, както някога пострадали от Вавилон, а християните също претърпяли неколкократни преследвания от страна на Римската империя. Сред юдеите, а също така и сред християните, Вавилон става по този начин инкриминиращо понятие, което символизира имперския Рим.
Вавилон се разбира освен като религиозна институция в по-общ план като душевна нагласа, манталитет и начин на мислене.

## Археологически разкопки
През първата половина на XIX век започват археологически разкопки в района на древна Месопотамия, като се фокусират основно върху асирийските столици Ашур, Нимруд и Ниневия, чиито руини са по-известни. По-късно към тях е включен и Вавилон поради голямото му значение. Руините му са открити отчасти в началото на XIX век от Клодиъс Рич, Остин Леърд и други пътешественици, но е изследван между 1899 и 1917 г. най-вече от немския археолог Роберт Колдевей. Разкопките продължават през следващите десетилетия и в тях участват редица известни археолози. През XX век Вавилон като археологически обект фигурира във фокуса на рекламирането на иракската култура по света. Работата на археолозите се забавя към 80-те години, когато Саддам Хюсеин предприема мегаломанска реконструкция на града точно върху руините

## Вавилон днес
След войната в Ирак през април 2003 г. американските войски изграждат защитен район около Вавилон против крадци и вандали. На 3 септември 2003 г. ръководството му е поето от полски войски, като разполагането на военна техника води до значително увреждане на руините. Според доклад на уредника на Британския музей Джон Къртис през 2003 и 2006 г. развалините на града са съществено повредени – например улица, павирана преди 2600 години, е разрушена от караните по нея тежки военни машини. През 2005 управлението се завръща към иракското Министерство на културата. През януари 2009 г. иракските власти съвместно с World Monuments Fund и Държавния департамент на САЩ съставят нов план за консервация на руините.